# Takapau
La ville de  Takapau est une localité du district de Central Hawke's Bay dans l’île du Nord de la Nouvelle-Zélande.

## Situation
Elle se situe à environ 20 kilomètres à l’ouest de la ville de Waipukurau.

## Population
Elle a une population d’environ 590 habitants selon le recensement de 2006 en Nouvelle-Zélande.

## Toponymie
Takapau tire son nom du phormium qui poussait dans la plaine étendue de Takapau.
Le mot Maori peut être traduit littéralement par « tapis » ou « moquette »

## Histoire
Le centre-ville original fut fondé en 1876 par un fermier : Sydney Johnston à partir de la station d’élevage de Oruawharo.
La famille de Johnston fit don de terres pour une école et une église et construisit la bibliothèque locale, le hall public et plus tard la Plunket rooms.
De nombreuses rues sont dénommées d’après les membres de la famille.
Le monastère des trappistes dénommé Southern Star Abbey, est aussi localisé à proximité.

## Activité économique
Takapau était autrefois un centre important d’une industrie des moulins pour le traitement du phormium (en)
La principale industrie de la région est actuellement constituée par les abattoirs de Takapau nommés : Silverfern Farms meat-processing plant fondée par les fermiers de Hawke's Bay sous le nom de Meat Company en 1981.
Kintail Honey : une des plus importantes installations du pays pour la mise en boite du miel et des opérations d’apiculture, est aussi basée dans la ville 

## Installations
Il y a 2 maraes au niveau de Takapau et un monastère des Trappistes près de Southern Star Abbey.

## Marae
Le marae local nommé Rongo o Tahu est une maison de rencontre tribale pour les Ngāti Kahungunu un hapū des Ngāi Toroiwaho (en),.

## Éducation
Il y a deux écoles au niveau de la ville de Takapau
- L’école de Takapau School est une école publique, mixte, assurant le primaire, allant des années 1 à 8[4],[5] avec un effectif de 133 élèves en 2012[6]

- L’école Te Kura Kaupapa Māori o Takapau est une école primaire, mixte, allant des années 1 à 8 dans l’enseignement Kura Kaupapa Māori [7] avec un effectif de 19 élèves en 2020 [8].